# استحقاق (فلم)
استحقاق (بالإنجليزية: Worth) هو فيلم سيرة ذاتية بطولة مايكل كيتون،أيمي رايان،ستانلي توتشي وتيت دونوفان.من المقرر عرض الفيلم على نتفليكس يوم 3 سبتمبر 2021.